# Борки (Лихославльский район)
Борки — деревня в Лихославльском районе Тверской области.

## География
Находится в центральной части Тверской области на расстоянии приблизительно 43 км на север-северо-восток по прямой от районного центра города Лихославль.

## История
Деревня была отмечена ещё на карте Менде, состояние местности на которой соответствует 1848 году. В 1859 году здесь (деревня Вышневолоцкого уезда) было учтено 8 дворов. На карте 1941 года отмечена как поселение с 25 дворами. До 2021 деревня входила в Толмачёвское сельское поселение Лихославльского района до его упразднения.

## Население
Численность населения: 57 человек (1859 год), 8 (русские 75 %) в 2002 году, 9 в 2010.